# Burcht van Olomouc
De burcht van Olomouc (Tsjechisch: Olomoucký hrad of Přemyslovský hrad, Duits: Olmützer Burg) is een voormalige burcht in de Moravische stad Olomouc in Tsjechië. De burcht bevindt zich op de Václavský návrší (Nederlands: Wenceslausheuvel, soms ook Dómský pahorek; de Domheuvel) in het oosten van het historische centrum van de stad. Oorspronkelijk bevonden zich in Olomouc twee burchten, een "nieuwe" en een "oude" burcht genoemd. De nieuwe burcht (Nový hrádek) bevond zich op de Michaelské návrší (de Michaelheuvel) ongeveer op de plek waar nu een gebouw van de Filosofische faculteit van de Palacký-Universiteit staat. Onder de naam Olomoucký hrad s kostelem sv. Václava is de burcht sinds 1962 een nationaal cultureel monument (národní kulturní památka). Sinds 2015 heeft de burcht van Olomouc samen met het Arcidiecézní muzeum Olomouc het label Europees erfgoed.
De eerste vermelding van de burcht is in de Chronica Boemorum in 1055. Op 4 augustus 1306 is Wenceslaus III van Bohemen hier vermoord, waarmee de dynastie van de Přemysliden uitstierven.

## Indeling
De burcht van Olomouc bestaat uit een plein (het Václavksé náměstí, Wenceslausplein) met daaromheen verschillende gebouwen, zoals onder andere: 
- Kapitulní děkanství (tegenwoordig is hier het Arcidiecézní muzeum gevestigd.)
- Ronde romaanse toren met de Sint-Barbarakapel
- Sint-Annakerk
- Sint-Wenceslauskathedraal
- Zdíkův palác
- een standbeeld van Johannes Nepomucenus

## Geschiedenis

### Prehistorie en het Groot-Moravische Rijk
De heuvel waarop de burcht van Olomouc is gebouwd is in de prehistorie minimaal tijdens drie perioden bewoond geweest: in het eneolithicum, ten tijde van de Věteřovcultuur en de Hallstattcultuur. De heuvel is ook zeer waarschijnlijk tijdens het bestaan van het Groot-Moravische Rijk bewoond geweest. Er is hier aardewerk met geribbelde randen gevonden, soortgelijk aardewerk is ook gevonden in het Pohanské hradiště in Břeclav en het Slovanské hradiště in Mikulčice. Verder is er hier een 41-centimeter lang enkelzijdig snijdend slagwapen gevonden, waarschijnlijk uit de 2e helft van de 8e eeuw, dat een lokale imitatie kan zijn van de sax zoals die door krijgers uit het Beierse deel rond de Donau werd gebruikt. Ook uit de 8e eeuw stammen resten van bronzen plaatwerk die gevonden zijn, die versierd zijn met twee in tegengestelde richting lopende en overlappende zigzaglijnen, een dergelijk patroon is ook aangetroffen op de scheden van saxen die zijn gevonden in graven in Sankt Jakob in Defereggen in Oostenrijk en in Slingen in de stad Bad Wörishofen in Beieren. Uit de tijd van het Groot-Moravische Rijk komt ook een gombík, een soort knoop, gemaakt van bronzen plaatwerk versierd met een patroon van ingedrukte palmetten in een raster van ruiten met sporen van vergulding.

### De Přemysliden
Het hradiště van Olomouc ontwikkelde zich ook na de ondergang van het Groot-Moravische rijk verder, dit in tegenstelling tot de Zuid-Moravische centra die werden verwoest. In de 2e helft van de 10e eeuw bereikte het hradiště zijn piek, toen hier een fort stond dat de langeafstandsroute controleerde. Uit deze periode is een scherf gevonden met rood-bruine engobe versierd met golven en ondiepe horizontale groeven. Dezelfde soort keramiek is ook gevonden onder een ruïne van een kerk in Břeclav en in het hradiště van Kylešovice, een stadsdeel van Opava. Deze vesting raakte tegen het einde van de 10e eeuw of het begin van de 11e eeuw in verval. Halverwege de 11e eeuw werd de burcht als een stenen kasteel herbouwd en werd de zetel van de Přemysliden die hiervandaan de Olomoucký úděl regeerden. Gevonden scherven van kwalitatieve potten met cilindervormige halzen komen waarschijnlijk uit de 11e eeuw, vergelijkbare vondsten zijn gedaan in Wrocław en Opole en komen uit de 11e tot en met 13e eeuw. De vondst van dergelijke scherven in Olomouc zou mogelijk kunnen samenhangen met de inval van Poolse troepen in Moravië aan het begin van de 11e eeuw. Ook andere archeologische vondsten wijzen op contact tussen de bewoners van de Burcht van Olomouc in de vroege middeleeuwen met bewoners van gebieden in het hedendaagse Polen.

## Fotogalerij

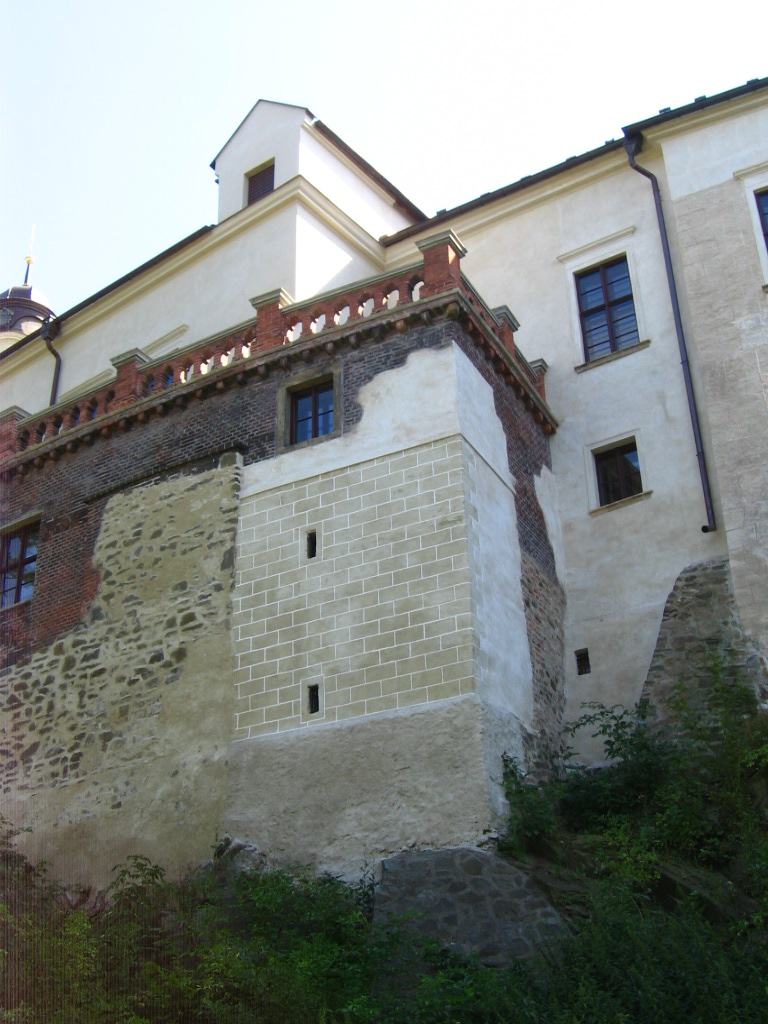
Rechthoekige verdedigingstoren
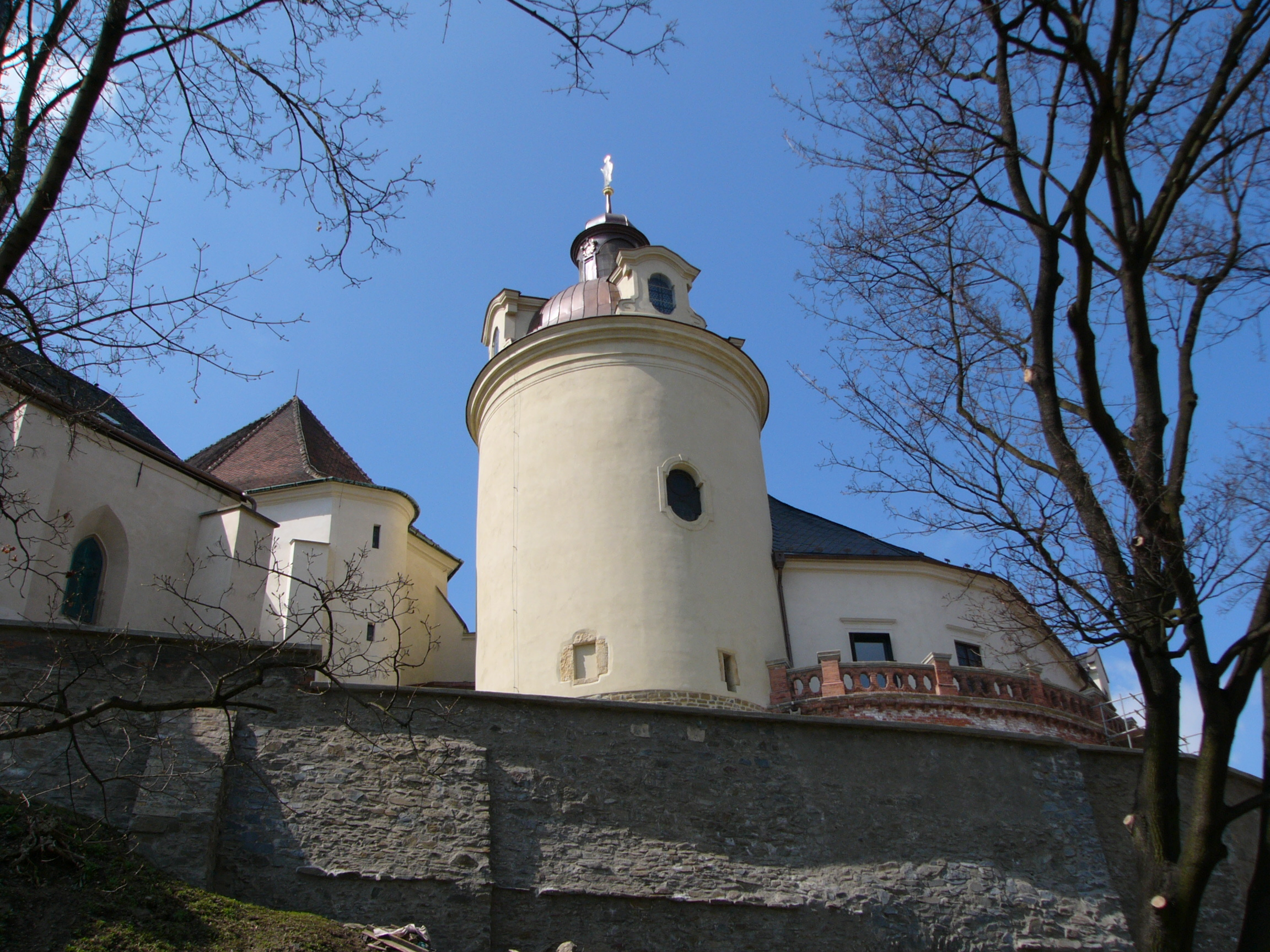
Een ronde romaanse toren met de Sint-Barborakapel
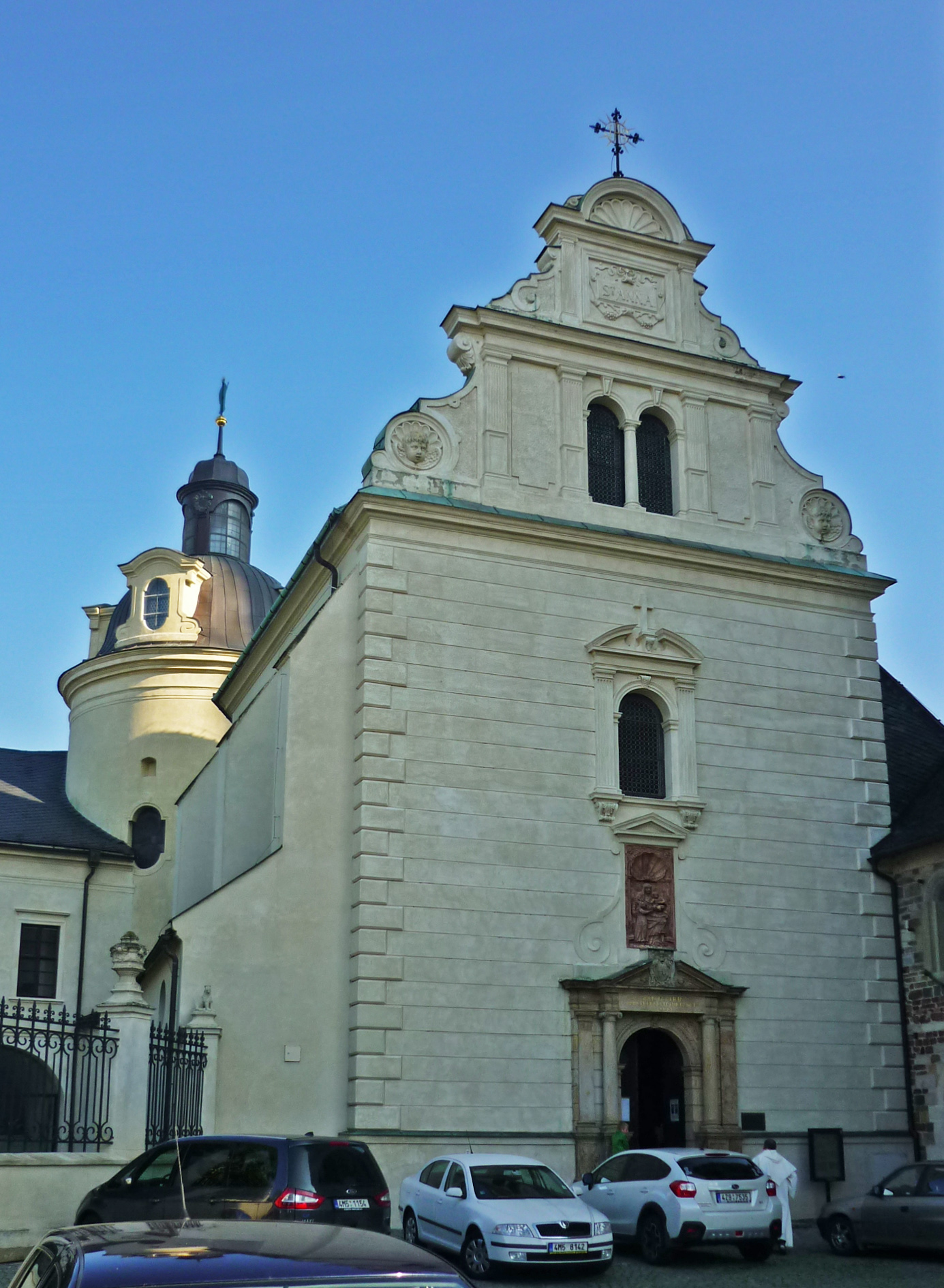
Sint-Annakerk
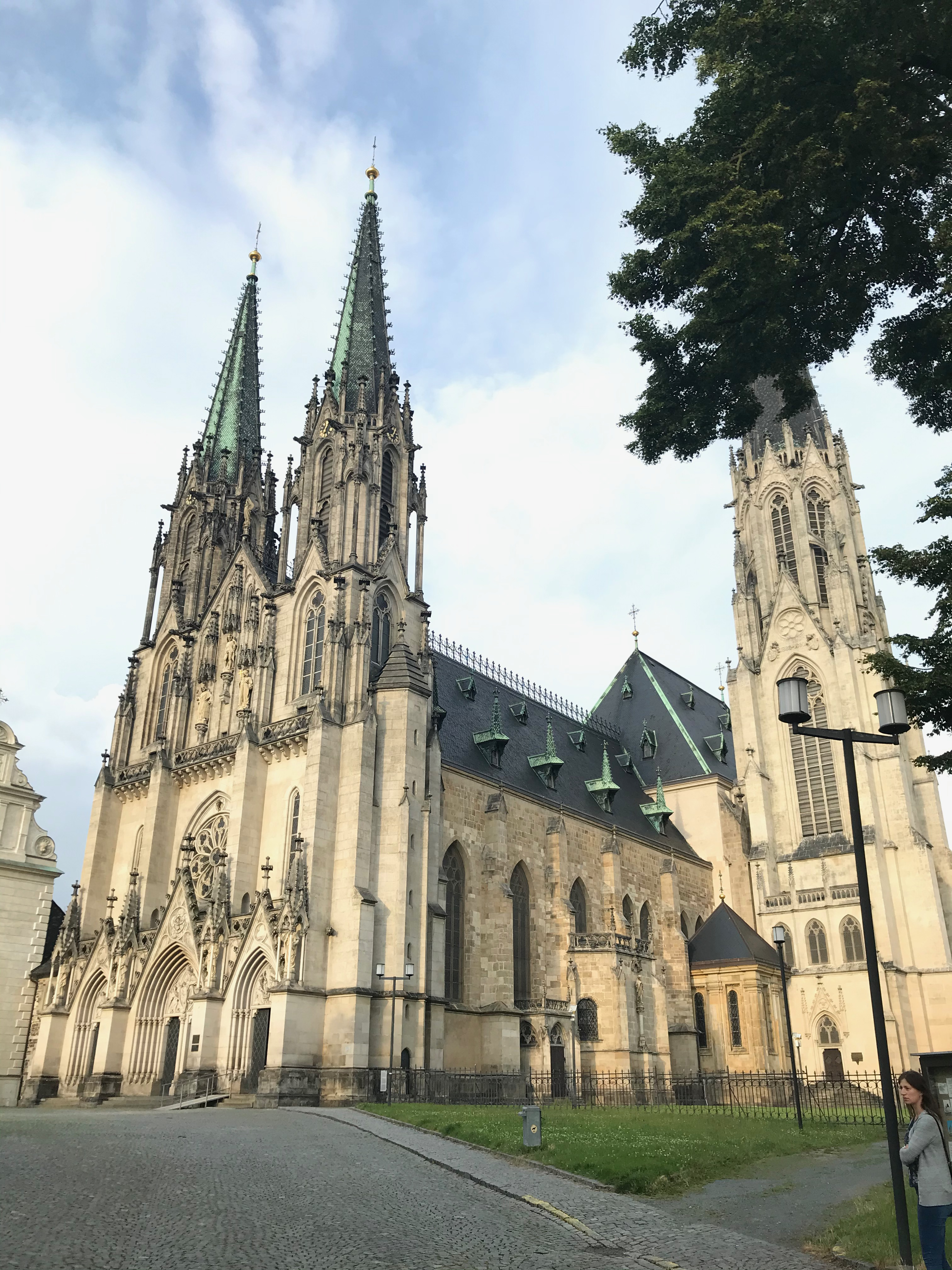
Sint-Wenceslauskathedraal
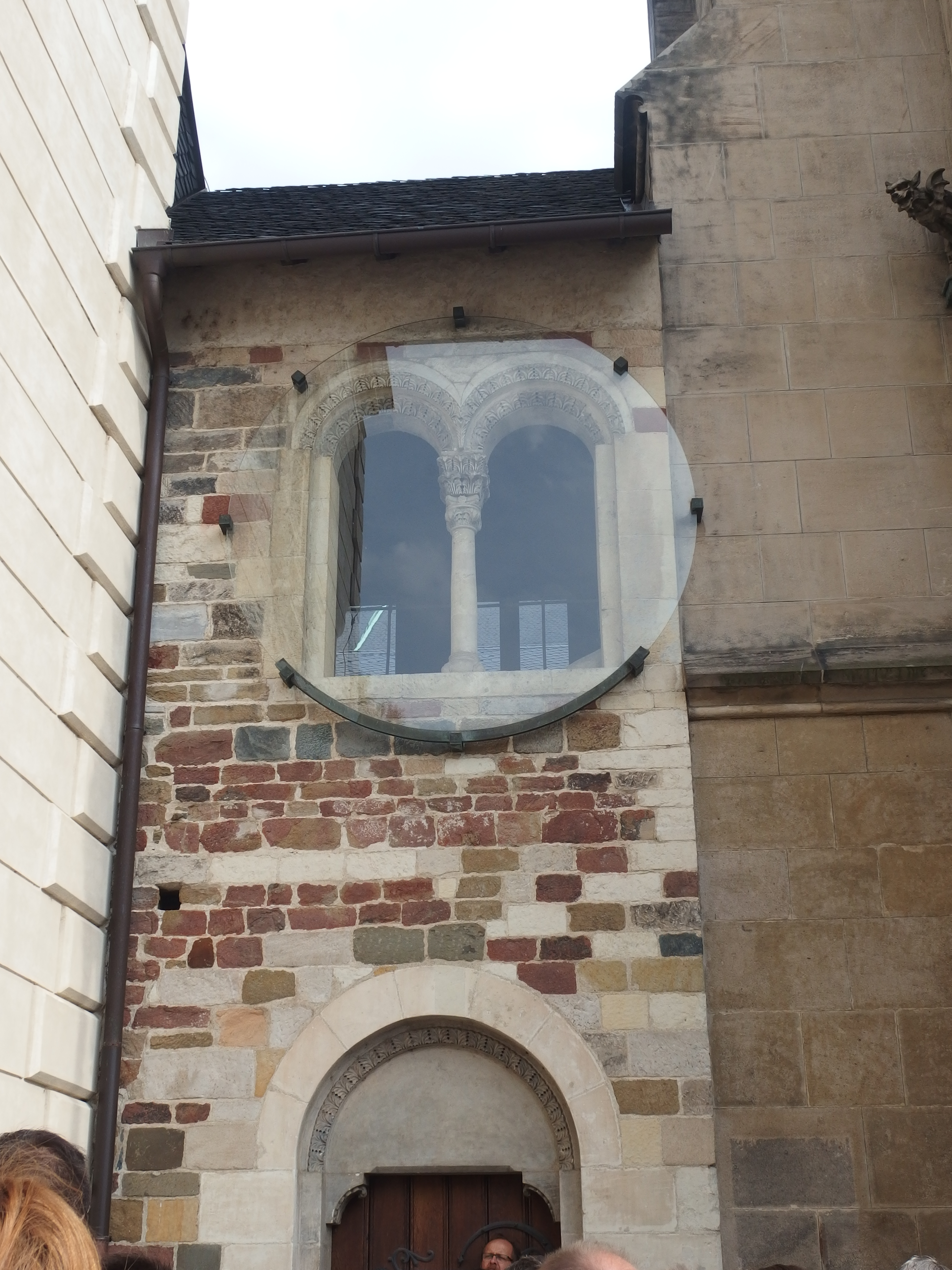
Het Zdíkův palác met een romaans raam boven de ingang
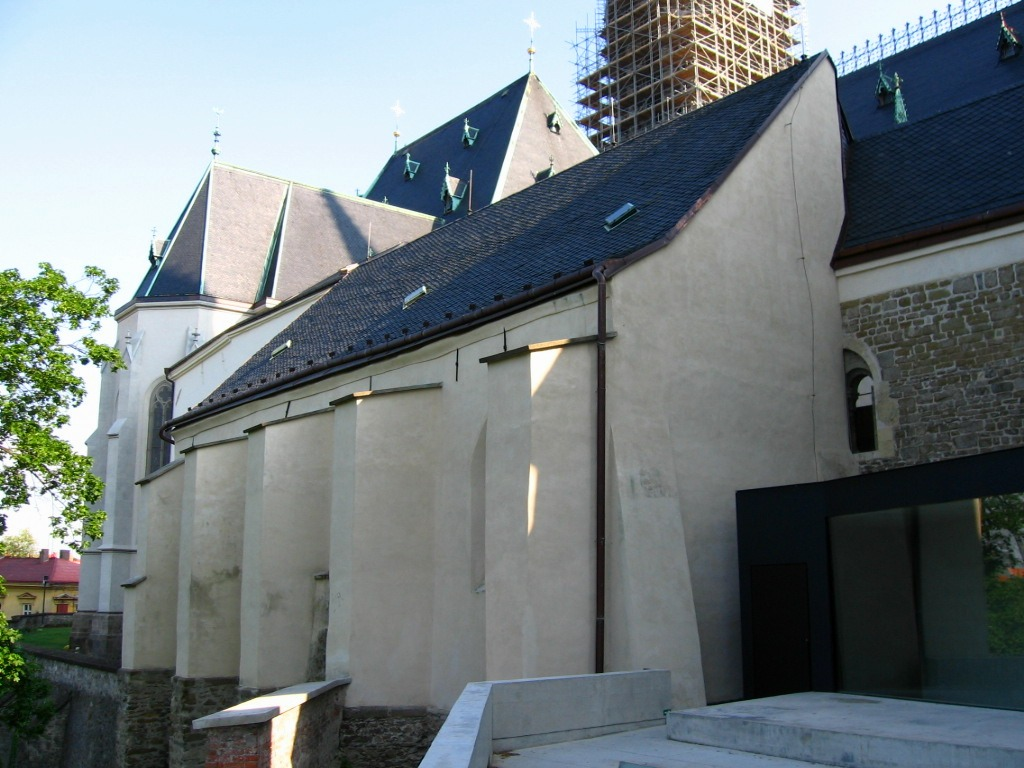
Het Zdíkův palác gezien vanaf de kasteelmuur
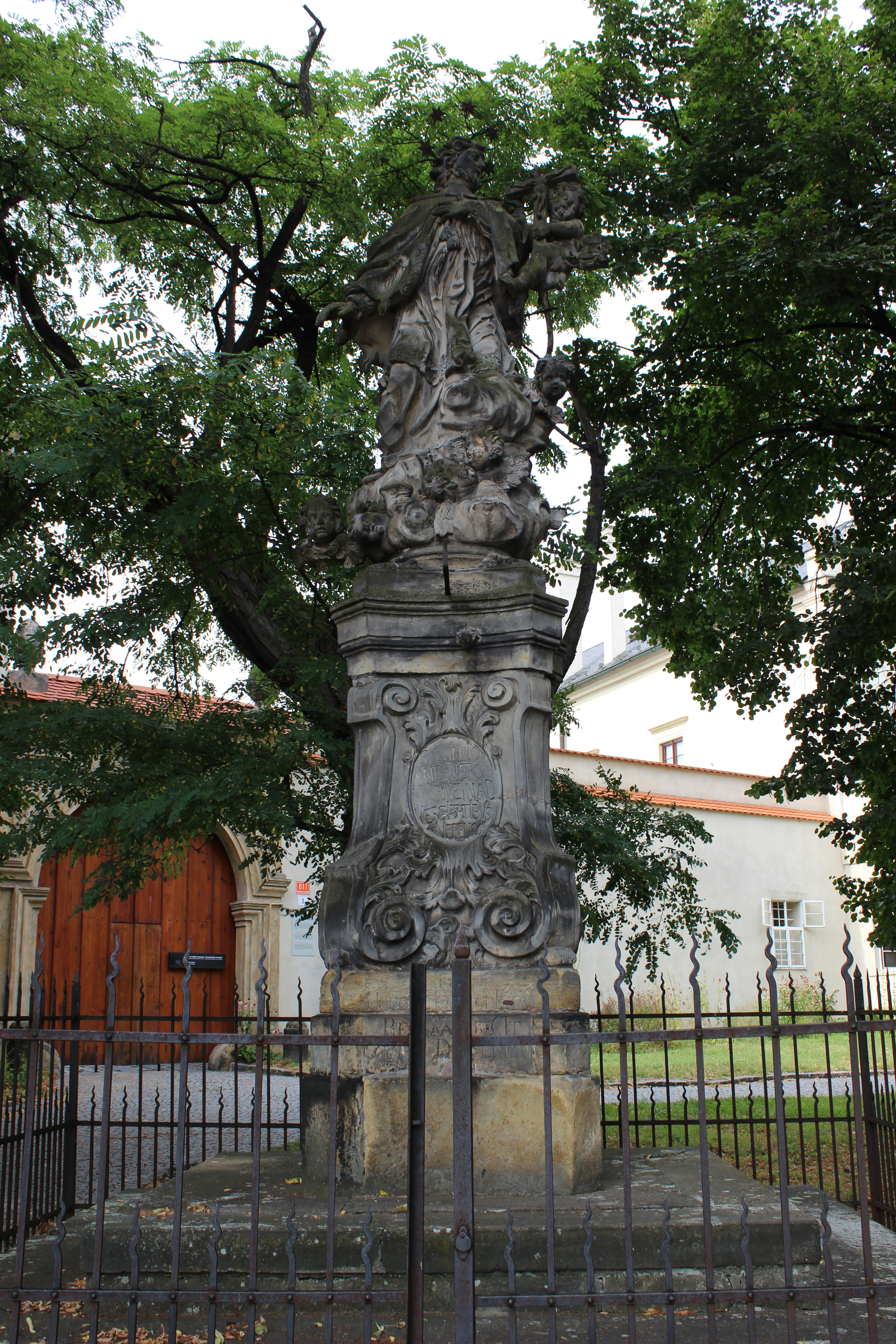
Standbeeld van Johannes Nepomucenus
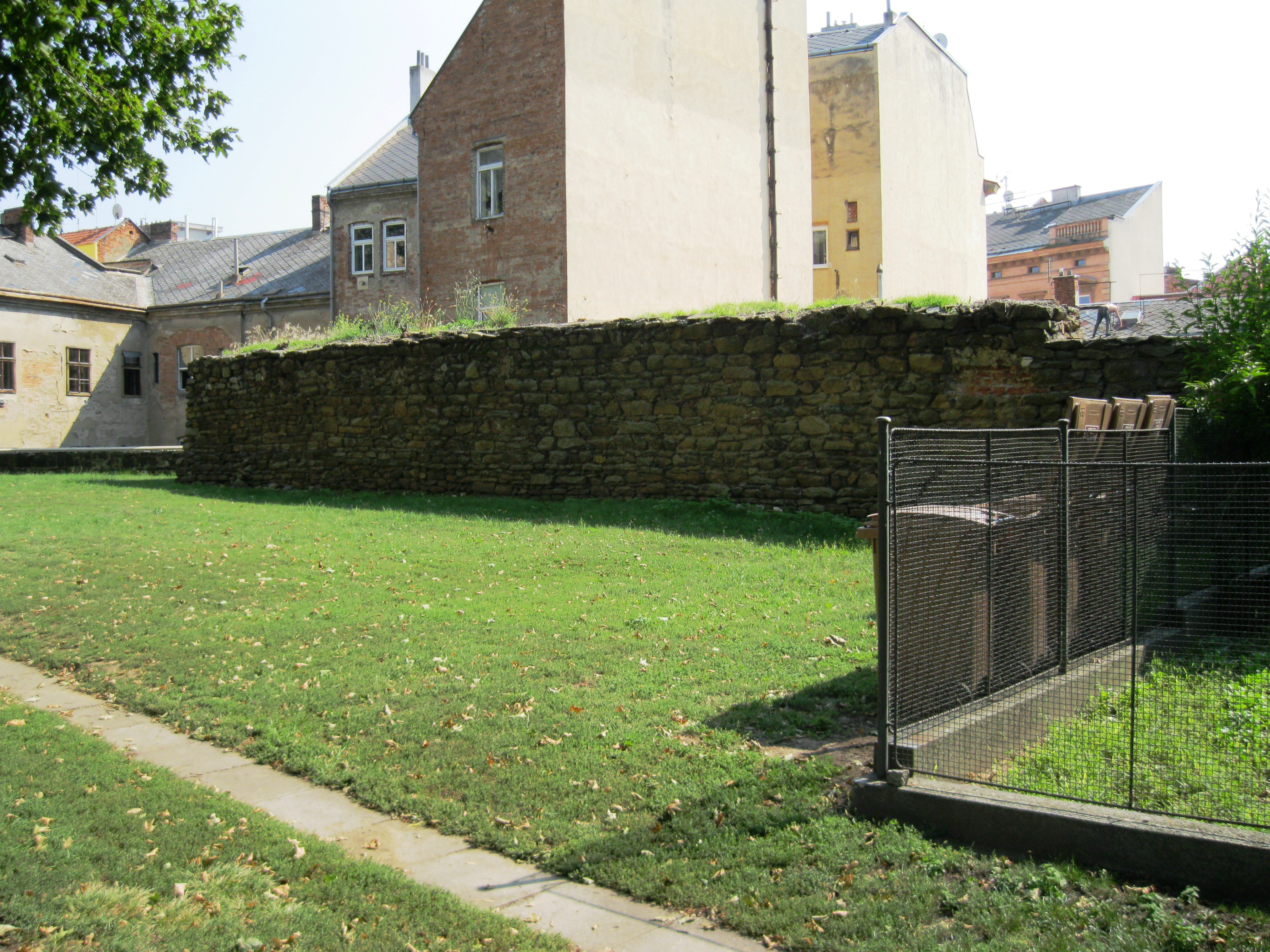
Resten van de romaanse kasteelmuur